# Косиков Олексій Іванович
Олексі́й Іва́нович Косиќов (25 лютого 1949 — 7 березня 2023, Київ) — український шахіст, майстер спорту СРСР (1974), заслужений тренер України із шахів.

## Біографія
Олексій Косиков — видатний український шахіст, тренер і педагог, який зробив значний внесок у розвиток шахів у країні. Майстер спорту СРСР та України, він був не лише сильним гравцем, а й наставником поколінь шахістів. Випускник Київського політехнічного інституту. Тренер Республіканської шахово-шашкової школи «Авангард» з 1976 року, у 1990—2000 роках — старший викладач Київського інституту фізичної культури і спорту.
Олексій Косиков виступав за ДСТ «Авангард», ставши переможцем фінального турніру цього спортивного товариства у 1972 році. Учасник численних змагань, зокрема:

- відбіркових турнірів чемпіонатів СРСР (1975, 1977, 1978, 1979);
- п'яти фінальних турнірів чемпіонатів України (1974—1998), де найкращим результатом був розподіл 4—5 місць (5-е — за додатковим показником) у 1988 році.
- чемпіонатів Києва, де здобував титул чемпіона у 1987 (поділ 1—4 місць), 1993 та 1998 роках, а також ставав срібним призером у 1980, 1989 та 2002 роках.

Проте найбільший внесок Косиков зробив як тренер. Він виховав цілу плеяду гросмейстерів, серед яких Олена Седіна (дворазова чемпіонка України, Італії, Швейцарії), Дмитро Комаров (чемпіон України), Володимир Баклан (чемпіон України), Вадим Малахатько, Спартак Височин, Андрій Зонтах, Тетяна Меламед (чемпіонка України), Тетяна Костюк (віцечемпіонка України), Олексій Кислинський, Ольга та Катерина Должикови (дворазова чемпіонка України). Загалом його школа дала світу 11 міжнародних гросмейстерів.
За свою кар'єру він опублікував низку праць з шахової теорії, включаючи книги «Комбінації в шахах» (1983) та «Елементи шахової стратегії» (2009). Його тренерські принципи та стиль виховання сформували власну школу гри, а його учні — «косиковці» — відзначалися глибоким стратегічним мисленням та технічною майстерністю.
Заслужений тренер України, Косиков залишив вагомий слід у шахах, не лише формуючи гравців, а й розвиваючи шахову культуру в Україні.

## Турнірні результати

### Результати виступів у чемпіонатах України
Олексій Косиков зіграв у п'яти фінальних турнірах чемпіонатів України, набравши загалом 40 очок з 65 можливих.
| Рік  | Місто         | Турнір                            | + | − | = | Результат | Місце |
| ---- | ------------- | --------------------------------- | - | - | - | --------- | ----- |
| 1974 | Львів         | 43-й чемпіонат України            |   |   |   | 8½ з 13   | 5—8   |
| 1978 | Ялта          | 47-й чемпіонат України            | 6 | 3 | 6 | 9 з 15    | 5—6   |
| 1980 | Харків        | 49-й чемпіонат України            |   |   |   | 8 з 13    | 10—16 |
| 1988 | Львів         | 57-й чемпіонат України            | 6 | 4 | 5 | 8½ з 15   | 5     |
| 1989 | Ворошиловград | Півфінал 58-го чемпіонату України | 5 | 6 | 4 | 7 з 15    | 8—10  |
| 1998 | Алушта        | 67-й чемпіонат України            |   |   |   | 6 з 9     | 19    |

### Інші турніри
| Рік  | Місто      | Турнір                                   | + | − | = | Результат | Місце  |
| ---- | ---------- | ---------------------------------------- | - | - | - | --------- | ------ |
| 1972 |            | Першість ДСТ «Авангард»                  |   |   |   | 9 з 13    | —3     |
| 1973 | Київ       | Першість ДСТ «Авангард»                  |   |   |   | 9 з 13    | 5—6    |
| 1973 | Київ       | Чемпіонат Києва                          |   |   |   | 7 з 13    | 5—6    |
| 1974 | Київ       | Першість ДСТ «Авангард»                  |   |   |   | 4½ з 13   | 12     |
| 1975 | Челябінськ | Відбірковий турнір 43-го чемпіонату СРСР | 2 | 5 | 6 | 5 з 13    | 54—57  |
| 1975 | Київ       | Першість ДСТ «Авангард»                  |   |   |   | 8½ з 13   | Silver |
| 1977 | Бєльці     | Відбірковий турнір 45-го чемпіонату СРСР | 6 | 5 | 2 | 7 з 13    | 19—30  |
| 1977 | Львів      | Меморіал Штейна                          | 6 | 5 | 2 | 7 з 13    | 6—7    |
| 1977 | Київ       | Чемпіонат Києва                          |   |   |   | 9 з 15    | 4—7    |
| 1978 | Даугавпілс | Відбірковий турнір 46-го чемпіонату СРСР | 6 | 4 | 3 | 7½ з 13   | 14—17  |
| 1978 | Київ       | Першість ДСТ «Авангард»                  |   |   |   | 7 з 13    | 8—9    |
| 1979 | Бєльці     | Відбірковий турнір 47-го чемпіонату СРСР | 4 | 6 | 3 | 5½ з 13   | 45—50  |
| 1980 | Київ       | Чемпіонат Києва                          |   |   |   | 10 з 15   | — 3    |
| 1987 | Київ       | Чемпіонат Києва                          |   |   |   | 8½ з 13   | — 4    |
| 1989 | Київ       | Чемпіонат Києва                          |   |   |   | з 13      | Silver |
| 1993 | Київ       | Чемпіонат Києва                          |   |   |   | з         | Gold   |
| 1998 | Київ       | Чемпіонат Києва                          | 7 | 1 | 3 | 8½ з 11   | Gold   |
| 1999 | Київ       | Чемпіонат Києва                          | 7 | 3 | 1 | 7½ з 11   | 5      |
| 2000 | Київ       | Чемпіонат Києва                          | 6 | 3 | 2 | 7 з 11    | 7      |
| 2000 | Київ       | Меморіал Якіра Курасса                   | 7 | 0 | 2 | 8 з 9     | Gold   |
| 2002 | Київ       | Чемпіонат Києва                          | 7 | 3 | 1 | 7½ з 11   | Silver |
| 2002 | Київ       | Меморіал Якіра Курасса                   | 7 | 0 | 2 | 8 з 9     | Gold   |
| 2003 | Київ       | Чемпіонат Києва                          | 5 | 1 | 5 | 7½ з 11   | 4—5    |